# Такли
Такли (англ. Tackley) — деревня и община, расположенная на берегу реки Черуэлл в Оксфордшире, Англия. Такли расположена примерно в 6 милях (10 км) к западу от Бистера и в 4 1⁄2 милях (7 км) к северу от Кидлингтона.
Деревня состоит из двух районов: собственно Такли и Нетеркотт. По данным переписи 2011 года, население общины составляло 998 человек